# Sadu
Sadu (en hongrois : Cód, en allemand : Zood) est une commune du județ de Sibiu en Roumanie.